# Фокер Dr.I
Фокер Dr.I је немачки ловачки авион. Први лет авиона је извршен 1917. године. 

Ово је најпознатији трокрилни ловачки авион Првог светског рата. Одликовао се великом покретљивошћу и брзином пењања. На њему је летео и погинуо ваздушни ас Манфред фон Рихтхофен. Иако је Рихтхофен са авионом Фокер Dr.I забележио 17 победа док је са Албатросом D.III 25, слава је припала Dr.I. Кад помислимо на Манфред фон Рихтхофена аутоматски га везујемо за црвеног трокрилца и обрнуто, кад видимо црвеног трокрилца асоцира нас на Црвеног барона.

## Пројектовање и развој
У априлу 1917. на Западном фронту се појавио енглески трокрилац Сопвит. Појава овог авиона је било изненађење и брзо је показао своју супериорност у односу на тадашње немачке ловце Албатрос, Пфалц и Халберштат. Немачке војне власти су упутиле поводом тога, позив немачким произвођачима авиона да направе такав авион. Позиву се одазвало 11 произвођача а од њих су у томе успели само Фокер и Пфалц.
Ентони Фокер је прегледао конструкцију заробљеног енглеског ловца Сопвит трокрилца а Манфред фон Рихтхофен је власнику Фокера испричао детаље своје борбе са овим новим авионом. Главни конструктор Фокера Рајнхолд Плац није направио копију енглеског трокрилца, већ је усвојио само формулу, три крила и ротациони мотор. На основу својих предходних модела за нови авион су усвојени најбољи проверени елементи. Основни конструктивни детаљи верзије V.3 су били: оквир трупа од челичне цеви, као и метални оквири за стабилизатор и репно пераје; одсуство потпорних носача; дебљи профил крила; елерони на горњем крилу. Авион је био компактнији и робуснији од британског Сопвит трокрилца. Након успешног летног теста, прототип V.3 је добио побољшана крила и 2 синхронизована митраљеза Шпандау са 1.000 метака и постала варијанта V.4. Након тактичког тестирања, два од четири авиона пред серије додељене су Јагдгешвадеру 1, на оперативну употребу.
У току почетног коришћења, показало се да трокрилци имају одређене недостатке. Били су знатно спорији од непријатељских борбених авиона тог времена у равном лету и у понирању. Били су знатно спорији од тадашњих немачких ловаца Албатрос или Пфалц, које је првобитно требало да замене. Због Oberursel Ur II мотора са ниским степеном компресије (копија La Rhone 9J ротационог мотора ), перформансе су опадале на великим висинама.
Због тога се још у току производње, покушало са побољшањем перформанси Фоккер Dr.I. Тако је 30. октобра 1917. изашла варијанта V.5, која је била опремљена мотором Goebel Goe.III од 160 KS. Иако је резултат био добар, ова верзија се није производила серијски. Касније се покушало и са уградњом линијског, течношћу хлађеном мотору Mercedes D.II 119KS (88kW), верзија V.6 и са радијалним мотором Siemens & Halske Sh.III од 165 KS, верзија V.7. Све ово је авиону Фокер Dr.I повећало брзину пењања и плафон лета. Међутим, ове верзије су биле тешке за летење а брзина авиона се није задовољавајуће поправила с обзиром на повећани аеродинамички отпор трокрилне конфигурације.

## Технички опис
Труп му је правоугаоног попречног пресека, бокови трупа и под су равни а поклопац (горња страница) трупа закривљен. Носећа конструкција трупа је направљена од заварених челичних цеви високе чврстоће. Дијагонале за учвршћење рамова су од челичних цеви у пределу испред кокпита а иза према репу су жичане. Мотор је обложен лимом а кабина пилота је обложена шперплочом. Шперплочом је обложена и горња страна трупа све до репа авиона. Изван лимене облоге, цео труп је обложен импрегнираним платном, укључујући и делове трупа обложене шперплочом. Пилот је седео у отвореном кокпиту. Прегледност из пилотске кабине је била добра јер је у авион уграђен звездасти ваздухом хлађен мотор. Два митраљеза су била у хаптичком пољу пилота тако да је могао интервенисати кад дође до њиховог застоја у раду.
Авион је био опремљен ваздухом хлађеним ротационим мотором, Oberursel Ur II снаге 110 KS. То је био звездасти мотор са 9 цилиндара немачка копија мотора La Rhone 9J. На вратилу мотора је била причвршћена од слојевито лепљеног дрвета двокрака вучна елиса, непроменљивог корака. Мотор је лименом облогом заштићен због опасности које може изазвати својом ротацијом. Експериментисало се са још три мотора: Goebel Goe.III, Mercedes D.II и Siemens-Halske Sh.III али је то остало само на нивоу прототипова.
Авион Фокер Dr.I је трокрилац. Горње крило му је једноделно правоугаоног облика и средње дебљине. Конструкција крила је мешовитаметална и дрво са две рамењаче. Предња рамењача је кутијастог облика и са нападном ивицом крила чини торзиону кутију. Крила су пресвучена импрегнираним платном. На средини је крило најдебље а према крајевима та дебљина се смањује. Горње крило је балдахином повезано са трупом авиона. Предња рамењача се са два пара подупирача (у облику латиничног слова V обрнуто окренутих) ослања на труп. Крајеви, горњег и доњег крила су међусобно повезана дрвеним упорницама са металним стопама. Ове упорнице пролазе кроз средње крило. Крила између себе немају затезаче од челичних жица које у лету стварају велики аеродинамички отпор. Елерони се налазе само на горњем крилу. Конструкција је цевасти челични оквир и челичне цеви као ребра, облога је од платна. Управљање елеронима је помоћу сајли за управљање. Сва крила су иста по конструкцији, облику и ширини, разликују се само у размаху. Доња и средња крила су конзолно везана за доњу и горњу страну трупа авиона. У односу на доње крило, средње и горње крило су степенасто померене ка кљуну авиона. Спојеви предње ивице са бочним ивица крила су полукружно изведени.
Репне површине Сва три стабилизатора (вертикални и два хоризонтална) су троугластог облика направљени од челичних цеви, обложени платном и причвршћени за горњу страницу трупа. Кормило правца са великом компезационом површином је направљено од челичних цеви и обложено платном. Кормила дубине су направљена од дрвета и такође обложена платном. Троугласти реп (хоризонтални стабилизатори) су ослоњени цевастим челичним подупирачима са сваке стране на доњу страницу трупа.
Стајни орган је био класичан, два точка напред и трећа ослона тачка испод репа. Направљен као челична конструкција од заварених танкозидих цеви са фиксном осовином. Tочкови су били димензија Ø 690 mm x 83 mm. У циљу смањења аеродинмичког отпора точкови су направљени од лима без отвора на њима а осовина је обложена маском која има профил крила. Амортизација је била помоћу гумених каишева а на репном делу се налазила еластична дрвена дрљача. Поред овога, испод крајева доњих крила авион је имао дрвене дрљаче које су спречавале оштећење доњих крила при нерегуларном слетању или рулању по травнатом неравном терену.

## Наоружање
Авион је био наоружан са два синхронизована митраљеза који су се налазила испред пилота на горњој страни трупа и пуцала су кроз обртно поље елисе. Митраљези су се налазили у хаптичком пољу пилота тако да је могао да интервенише у случају застоја у паљби, што у то време није био редак случај.
| Наоружање авиона: Фокер        |                  |
| Ватрено (стрељачко) наоружање  |                  |
| Топ                            |                  |
| Митраљез                       |                  |
| Број и ознака митраљеза        | 2 х              |
| Број метака                    | 500 по митраљезу |
| Калибар                        | 7,92             |
| Бомбардерско наоружање (бомбе) |                  |
| Ракетно наоружање (ракете)     |                  |

## Табела техничких података за авионе Фокер Dr.I - D.VIII
| Тип авиона Фокер  |                |                |                 |                |
| ----------------- | -------------- | -------------- | --------------- | -------------- |
| Намена            | ловац          | ловац          | ловац           | ловац          |
| Година            | 1917.          | 1918.          | 1918.           | 1918.          |
| Посада            | 1              | 1              | 1               | 1              |
| Број крила        | 3              | 2              | 2               | 1              |
| Дужина            | 5,77 m         | 6,23 m         | 6,95 m          | 5,92 m         |
| Размах            | 7,10 m         | 7,65 m         | 8,90 m          | 8,35 m         |
| Висина            | 2,05 m         | 2,55 m         | 2,75 m          | 2,60m          |
| Површина крила    | 17,48 m²       | 17,70 m²       | 20,50 m²        | 10,70 m²       |
| Маса празног      | 406 kg         | 393 kg         | 735 kg          | 384 kg         |
| Маса полетна      | 586 kg         | 583 kg         | 880 kg          | 574 kg         |
| Број мотора       | 1              | 1              | 1               | 1              |
| Мотор             |                |                |                 |                |
| Снага             | 110 KS (80 kW) | 110 KS (80 kW) | 160 KS (120 kW) | 110 KS (80 kW) |
| Max. брзина       | 170 km/h       | 196 km/h       | 200 km/h        | 204 km/h       |
| Плафон            | 5.000 m        | 8.000 m        | 7.000 m         | 7.000 m        |
| Долет             | 300 km         | 300 km         | 220 km          | 300 km         |
| Брзина пењања     | 345 m/min      | 333 m/min      | 344* m/min      | 394 m/min      |
| Наоружање митраљ. | 2 х 7,92mm     | 2 х 7,92mm;    | 2 x 7,92mm      | 2 x 7,92mm     |

*са мотором BMW III, брзина пењања је 416 m/min

## Верзије
- V.3 – Иницијални прототип.
- V.4 – Први прототип.
- V.5 – Предсеријски прототип са мотором .
- V.6 – Прототип са мотором
- V.7 – Прототип са мотором .
- V.10 - Прототип са мотором
- - Модел који се серијски производио.
- Vagel Grip SP.5 Greif - Послератна немачка двоседа копија авиона Dr.I

## Оперативно коришћење
Укупно је произведено 320 авиона овог модела.
Први фокеров трокрилац из претсерије испоручен је 28. августа 1917. Истог дана Вернер Фос (Werner Voss) је остварио своју прву ваздушну победу. Након тога је оборио још 20 других противника у року од три недеље, све док њега самог није 23. септембра оборио С.Е.5а из 56. ескадриле РФЦ-а. Међутим, испорука и употреба авиона Dr.I из серијске производње је и даље каснила јер је горње крило било неисправно. Фокер је због тога морао да прекине серијску производњу, тако да Dr.I није био спреман за употребу до новембра.
Трокрилац импресионира пре свега својом практичношчу и лакоћом управљања. Био је распоређен у бројне фронтовске јединице и до маја 1918. Тада је обустављена производња јер је Dr.I постепено замењен двокрилцем Фоккером D.VII. У мају је већ било у функцији 19 авиона Фокер  D.VII. Међутим, трокрилац Dr.I је остао у употреби до краја рата, било код домобрана или - ненаоружаних - у школама летења.

### Сачувани примерци авиона
Иако је овај, по много чему изузетан авион, направљен у 320 примерака ниједан није сачуван до данашњих дана. Последњи је уништен у бомбардовању Берлина у Другом светском рату. Верне копије овог авиона могу се видети у следећим музејима и колекцијама:
- The Museum of Flight, Seattle, USA.
- The National Museum of the U.S. Air Force, located at Wright-Patterson Air Force Base near Dayton, Ohio, USA.
- Fantasy of Flight, Polk City, FL 33868, USA.
- PARCO TEMATICO DELL’AVIAZIONE, Rimini  Italia.
- Great War Flying Museum, Toronto, Canada
- Lynn Garrison collection, Ireland
- Old Rhinebeck Aerodrome Museum, USA.

## Земље које су користиле авион Фокер Dr.I
- Немачко царство
- Аустроугарска